# Ryan Newman
Ryan Newman, född den 8 december 1977 i South Bend, Indiana, USA är en amerikansk racerförare.
Newman tävlade från 2000 till 2021 i Nascar Cup Series, senast för Roush Fenway Racing.

## Racingkarriär
Newman tävlar i racing. Mellan 2000 och 2008 körde han för Dodge, men byter till Stewart/Haas Chevrolet till 2009. Han vann Daytona 500 år 2008, hans finaste seger i karriären, efter ett tufft sista varv, där han hade hjälp av stallkamraten Kurt Busch. 2009 skrev Newman på för Stewart Haas Racing, och blev därmed stallkamrat med den tvåfaldige mästaren och nye stallägaren Tony Stewart.

## Statistik NASCAR Winston/Nextel/Sprint Cup

### Segrar
| Nr | Bana        | År   |
| -- | ----------- | ---- |
| 1  | Loudon      | 2002 |
| 2  | Fort Worth  | 2003 |
| 3  | Dover       | 2003 |
| 4  | Chicago     | 2003 |
| 5  | Pocono      | 2003 |
| 6  | Brooklyn    | 2003 |
| 7  | Richmond    | 2003 |
| 8  | Dover       | 2003 |
| 9  | Kansas City | 2003 |
| 10 | Brooklyn    | 2004 |
| 11 | Dover       | 2004 |
| 12 | Loudon      | 2005 |
| 13 | Daytona 500 | 2008 |